# 大江高校前駅
大江高校前駅（おおえこうこうまええき）は、京都府福知山市大江町金屋にある、WILLER TRAINS（京都丹後鉄道）宮福線の駅である。駅番号はF8。
福知山市鉄道利用増進協議会による駅の愛称は「元伊勢外宮駅」。元伊勢外宮と称される豊受大神社の最寄駅であることに由来する。

## 歴史
- 1988年（昭和63年）7月16日：宮福鉄道（現・北近畿タンゴ鉄道）宮福線開業と同時に設置[1]。
- 2015年（平成27年）4月1日：WILLER TRAINSへの移管により、京都丹後鉄道宮福線の駅となる。

## 駅構造
西側（宮津に向かって左側）に単式ホーム1面1線を持つ高架駅である。分岐器や絶対信号機がないため、停留所に分類される。宮福線は駅北方でトンネルに入る。
無人駅で駅舎は無く、直接階段で高架上のホームへ上る。ホームに待合室がある。自動券売機は設置されていない。

## 利用状況
1日の平均乗車人員は以下の通りである。宮福線では3番目に利用者が多く、中間駅では最も多い。
| 乗車人員推移 | 乗車人員推移 |
| 年度         | 1日平均人数  |
| ------------ | ------------ |
| 1999         | 301          |
| 2000         | 288          |
| 2001         | 255          |
| 2002         | 271          |
| 2003         | 295          |
| 2004         | 249          |
| 2005         | 241          |
| 2006         | 236          |
| 2007         | 191          |
| 2008         | 246          |
| 2009         | 248          |
| 2010         | 255          |
| 2011         | 226          |
| 2012         | 273          |
| 2013         | 217          |
| 2014         | 222          |
| 2015         | 202          |
| 2016         | 203          |
| 2017         | 219          |
| 2018         | 167          |

## 駅周辺
国道175号から北へ少し入った所に位置する。駅付近は田畑が広がる山間の集落となっている。駅名の由来となった高校は駅から東へ少し離れた所にある。
- 京都府立大江高等学校
- 福知山市立大江中学校
- 福知山市立げん鬼こども園
- 大江中部浄化センター
- 林泉寺
- 兵庫神社
- 豊受大神社
- 国道175号
- 京都府道9号綾部大江宮津線
- 雲原川

## 隣の駅
WILLER TRAINS（京都丹後鉄道）
■宮福線
快速「大江山」一部停車駅
大江駅 (F7) - 大江高校前駅 (F8) - 二俣駅 (F9)